# SpaItalia
SpaItalia è una manifestazione annuale automobilistica dedicata all'automobile made in Italy che si tiene dal 2002 a Francorchamps, un sobborgo vicino a Stavelot in Belgio, internazionalmente conosciuto per la presenza del Circuito di Spa-Francorchamps dove si svolge appunto una buona parte della manifestazione.

## Struttura della manifestazione
La manifestazione è annuale ed è totalmente dedicata alle automobili italiane, sia del passato che del presente ed è molto attiva ed apprezzata nonché conosciuta in Belgio, Paesi Bassi e Francia.
Oltre ad essere un'esposizione di modelli, di proposte e di tuning o varianti da parte di carrozzerie o tuner sia privati che autorizzati dalle case italiane, si tiene anche un concorso di eleganza e alcune gare sportive divise per categoria, in cui può partecipare chiunque sia in possesso di un'auto italiana.
Inoltre tale manifestazione oltre che riguardare le automobili riguarda anche i piloti italiani nelle competizioni automobilistiche.

### Eventi
(fra parentesi la nazione del proprietario dell'automobile)

#### Premio la migliore auto dello show
Premio assegnato da una giuria che vota l'auto più bella dello show dell'eleganza
- nel 2002 è stato vinto da una Lamborghini Miura SV, (Belgio)
- nel 2003 è stato vinto da una Alfa Romeo Giulietta Spider Bertone, (Italia)
- nel 2004 è stato vinto da una Alfa Romeo 6C 2500 Stabilimenti Farina,  del 1947, (Italia)
- nel 2005 è stato vinto da una Alfa Romeo 6C 2500 SS Villa d'Este", del 1951 (Italia)
- nel 2006 è stato vinto da una Lancia Aurelia B24, del 1955, (Belgio)
- nel 2007 è stato vinto da una Fiat 508 Balilla S Coppa d'Oro, del 1934, (Olanda)
- nel 2008 è stato vinto da una Alfa Romeo 6C
- nel 2009 è stato vinto da una Isotta Fraschini 8A SS Castagna (1931)
- nel 2011 è stato vinto da una De Tomaso Vallelunga (1966)
- nel 2012 è stato vinto da una Lancia Aurelia B52 Vignale (1952)

#### Coppa SpaItalia
Premio assegnato da una giuria che vota l'auto più bella della mostra (non necessariamente elegante)
Vincitrici:
- nel 2012: Ferrari 275 GTB (1965)
- nel 2011: De Tomaso Pantera GTS (1982)
- nel 2009: Lancia Fulvia 1300S (1979)
- nel 2008: Lancia Fulvia Coupe (1974)
- nel 2007: nd
- nel 2006: Abarth Spider 3000, del 1969 - (Francia)
- nel 2005: Alfa Romeo 1750 Spider
- nel 2004: Lancia Appia Coupé Pininfarina, del 1961 - (Belgio)
- nel 2003: Bizzarrini Europa, (Belgio)
- nel 2002: Fiat 500[modello ambiguo], (Belgio)

#### Coppa "Featuring"
Coppa che premia la miglior interpretazione da parte di una carrozzeria:
- 2012: Lancia Hyena (1992)
- 2007: Maserati 3500 GT by Vignale, del 1960 - (Belgio)
- 2006: Abarth 207A by Boano - (Belgio)
- 2005: nd
- 2004: Osca 1600 by Zagato, del 1960 - (Belgio)
- 2003: Ferrari Dino 308 GT4 by Bertone - (Belgio)
- 2002: Sunbeam Venezia by Carrozzeria Touring - (Belgium)

#### Coppa d'Oro
La migliore coupé prima del 1965:
- 2012: Ferrari 275 GTB (1965)
- 2009: Alfa Romeo 1900 CSS Superleggera (1957)
- 2008: Lancia Aurelia B20 (1956)
- 2007: Maserati Ghibli SS,  del 1969 - (Belgio)
- 2006: Alfa Romeo 1900 CSS, del 1957 - (Belgio)
- 2005: nd
- 2004: Alfa Romeo 1900 SSGhia, del 1956 - (Belgio)

La migliore coupé dopo il 1965:
- 2011: De Tomaso Pantera GT5 S (1985)
- 2009: Iso Grifo (1967)
- 2006: Lancia Monte Carlo, del 1977 - (Regno Unito)
- 2005: Alfa Romeo SZ, del 1991 - (Belgio)

La migliore spyder:
- 2012: Alfa Romeo 2600 Spider Touring (1963)
- 2011: Ferrari 328 GTS
- 2009: Lancia Belna Pourtout (1934)
- 2008: Alfa Romeo 8C (2008)
- 2007: Alfa Romeo 1750 Spider Veloce - (Belgio)
- 2006: Alfa Romeo Spider,del 1968 -  (Belgio)
- 2005: Ferrari 328 GTS, del 1987 - (Belgio)
- 2004: Abarth 207 A 1.100 cm³, del 1955 - (Belgio)
- 2003: Fiat Dino - (Belgio)

La miglior berlina:
- 2012: Lancia Augusta Special March Streamliner (1934)
- 2011: Fiat Uno (1992)
- 2009: Fiat Giardinetta Castagna (1939)
- 2008 Lancia Thema Ferrari 8.32 (1987)
- 2007: Lancia Thema 832, del 1987, (Belgio)
- 2006: Alfa Romeo 146 Twinspark del 2000 - (Belgio)
- 2005: Lancia Delta Integrale, del 1992 - (Olanda)

### Tributi e ospiti
Ogni anno è dedicato ad una casa automobilistica o carrozzeria italiana e viene chiamato un ospite speciale per la manifestazione:

#### Tributi
- 2002: Carrozzeria Touring
- 2003: Carrozzeria Bertone
- 2004: Carrozzeria Zagato
- 2005: Carrozzeria Pininfarina
- 2006: Lancia / Abarth
- 2007: Maserati
- 2008: Lamborghini
- 2009: Carrozzeria Castagna
- 2010: Alfa Romeo
- 2011: De Tomaso
- 2012: Lancia
- 2014: Bertone

#### Ospiti
- 2002:

Carlo Feliche Bianchi Anderloni – Direttore della Carrozzeria Touring.
- 2003:

Elisabetta Farmeschi – Carrozzeria Bertone.
- 2004:

Dottor Andrea Zagato – Presidente della SZ Design
- 2005:

Jacques Swaters – Primo importatore di Ferrari in Belgio
- 2006:

Anneliese Abarth
- 2007:

Maria Teresa de Filippis - Primo pilota di Formula1 donna - Presidente del Maserati Club International e vicepresidente della Former GP Drivers' Club.
- 2011:

Santiago De Tomaso

## Edizione 2008
L'edizione del 2008 si tiene il 28 e il 29 giugno ed è dedicata alla casa automobilistica Lamborghini.